# Chryzokol

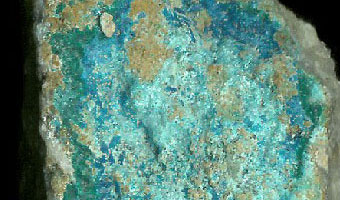
Chryzokol, Piesky (Slovensko)

Chryzokol je minerál z třídy křemičitanů, vodnatý fylosilikát mědi se vzorcem Cu2−xAlx(H2−xSi2O5)(OH)4.nH2O (x<1) nebo (Cu,Al)2H2Si2O5(OH)4.nH2O. O struktuře nerostu vznikly pochyby, neboť spektrografický výzkum naznačuje, že látka označovaná jako chryzokol je možná směsí spertiniitu (hydroxidu měďnatého) a chalcedonu.

## Historie
Jméno pochází z klasické řečtiny, kde χρυσός (chrysos) znamená zlato a κολλα (kolla) tmel k označení materiálu užívaného k pájení zlata; poprvé jej užil Theofrastos v roce 315 př. n. l.

## Popis
Chryzokol je kyanové (tyrkysové) barvy a je podružnou rudou mědi o tvrdosti 2,5 až 7,0. Hustota 2–2,20; vryp světle zelený, lom lasturnatý. Jde o druhotný minerál, vznikající rozkladem sulfidů (chalkopyrit aj.) v oxidačních pásmech ložisek měděných rud. Znatelnějším modravým odstínem se liší od malachitu. Zpravidla se vyskytuje jako mastně až skelně lesklé celistvé, hroznovité, ledvinité nebo krápníčkovité agregáty a kůry nebo jako výplň žil. Hustota 2–2,20; vryp světle zelený. Díky své světlé barvě bývá někdy považován za tyrkys.
Studie z roku 2006 se zdá dokazovat, že chryzokol je mikroskopickou směsí minerálu spertiniitu, chemicky hydroxidu měďnatého, amorfního oxidu křemičitého a vody.

## Naleziště
K významným nalezištím patří Bacanské ostrovy v Molukách (Indonésie), Izrael, Shaba (DR Kongo), Chile, Cornwall (Anglie), Moldova (Rumunsko), Ural, Altaj (Rusko), Arizona, Utah, Idaho, Colorado, Nové Mexiko, Michigan a Pensylvánie (USA).
V Česku je znám z Horní Rokytnice, Rybnice u Semil, Rváčova u Lomnice n. Pop., Rožmitálu u Broumova, Vrančic, Stříbra, Tří Seker u L. Kynžvartu, Horního Slavkova, Hory Sv. Kateřiny, Měděnce, Cínovce, Borovce u Štěpánova, Ludvíkova u Vrbna p. Pradědem.
Na Slovensku jsou předními lokalitami Špania Dolina, Lubietová, Betliar, Košice, Poniky.

## Klenotnictví
Protože je poněkud běžnější než tyrkys a také díky svým atraktivním modrým a modrozeleným barvám je chryzokol už od starověku oblíbený u rytců a výrobců ozdob. Díky poměrně snadnému zpracování a tváření jej často používají stříbrníci a zlatníci jako náhradu za tyrkys. Tvrdost chryzokolu se pohybuje v širokém pásmu Mohsovy stupnice od 2 do 7 v závislosti na obsahu oxidu křemičitého. Tmavě modrý chryzokol je zpravidla pro klenotnické využití příliš měkký, zatímco tyrkysové, zelené a modrozelené odstíny mívají tvrdost blížící se šesti, tedy podobnou jako tyrkys.